# Romas Ubartas

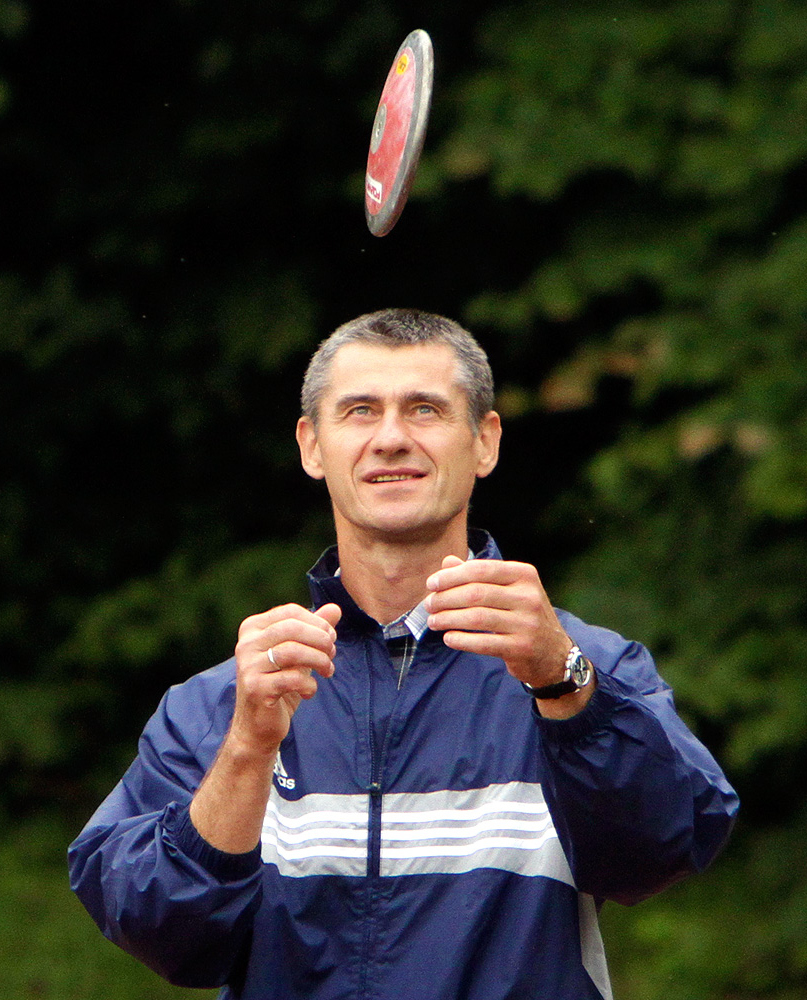
Romas Ubartas

Romas Ubartas (* 26. Mai 1960 in Mikytai (Pagėgiai) bei Pagėgiai) ist ein ehemaliger litauischer Leichtathlet, der bis 1990 für die Sowjetunion antrat. Er war 1992 Olympiasieger im Diskuswurf.

## Erfolge
Seinen ersten großen Sieg konnte Romas Ubartas bei den Europameisterschaften 1986 in Stuttgart feiern, als er mit 67,08 m den Diskuswurf gewann. Er hatte sechs Zentimeter Vorsprung auf Georgi Kolnootschenko. Der Litauer Vaclavas Kidykas auf Platz drei komplettierte den Dreifacherfolg der Sowjetunion.
Bei den Weltmeisterschaften 1987 in Rom gewann Jürgen Schult aus der DDR. Ubartas belegte mit 65,50 m den sechsten Platz.
Im Mai 1988 warf Ubartas mit 70,06 m seine persönliche Bestleistung. Ende September trat Ubartas bei den Olympischen Spielen in Seoul an. Jürgen Schult gewann mit 68,82 m. Ubartas lag bis zum fünften Durchgang auf Platz zwei, als ihn der bundesdeutsche Rolf Danneberg mit 67,38 m übertraf. Ubartas konnte mit seinem letzten Versuch kontern. Er gewann mit 67,48 m die Silbermedaille.
Litauen erklärte 1990 seine Unabhängigkeit, die jedoch erst ein Jahr später anerkannt wurde. Und so trat Ubartas auch bei den Europameisterschaften 1990 in Split für die Sowjetunion an. Er wurde mit 63,70 m Fünfter.
1992 trat Litauen erstmals seit den 1930er Jahren wieder mit einer eigenen Mannschaft bei den Olympischen Spielen in Barcelona an. Die einzige Goldmedaille in Barcelona gewann Romas Ubartas. Mit 65,12 m konnte er Jürgen Schult um 18 Zentimeter übertreffen.
Bei den Weltmeisterschaften 1993 in Stuttgart belegte Ubartas mit 65,24 m den vierten Platz. Diese Platzierung wurde ihm später wegen eines Dopingvergehens aberkannt. Er war positiv auf das anabole Steroid Boldenon getestet worden und wurde für vier Jahre gesperrt.
Nach seiner Dopingsperre startete Ubertas bei den Olympischen Spielen 2000, erreichte aber nicht das Finale. Bei einer Körpergröße von 2,02 m betrug sein Wettkampfgewicht 123 kg.